# 西北公论
西北公论是1941年日军驻大同特务机关所设的西北公论社创办的月刊。16开本，每期80页，大同蒙疆新闻株式会社印刷。社长是山西阳高县人吕登瀛，实际指挥为日本人顾问松元嘉平。西北公论大量报道日军战绩，报道宣扬“中日亲善”、“大东亚共荣圈”、“反共扶蒙”、“王道乐土”，攻击中国共产党及抗日。日本投降后，西北公论停办。 

《西北公论》第1卷第2期封面